# Gran Premio Industria e Artigianato 2004
Il Gran Premio Industria e Artigianato 2004, trentottesima edizione della corsa e ventottesima con questa denominazione, si svolse il 1º maggio su un percorso di 200 km, con partenza e arrivo a Larciano. Fu vinto dall'italiano Damiano Cunego della Saeco davanti allo spagnolo Igor Astarloa e all'italiano Ruggero Borghi.

## Ordine d'arrivo (Top 10)
| Pos. | Corridore                   | Squadra                            | Tempo    |
| ---- | --------------------------- | ---------------------------------- | -------- |
| 1    | Damiano Cunego              | Saeco                              | 5h10'00" |
| 2    | Igor Astarloa               | Lampre                             | s.t.     |
| 3    | Ruggero Borghi              | De Nardi                           | s.t.     |
| 4    | Rinaldo Nocentini           | Acqua & Sapone                     | s.t.     |
| 5    | Michele Scotto D'Abusco     | Lampre                             | s.t.     |
| 6    | Daniele Righi               | Lampre                             | s.t.     |
| 7    | Luca Mazzanti               | Ceramiche Panaria-Margres          | s.t.     |
| 8    | Massimiliano Gentili        | Domina Vacanze                     | s.t.     |
| 9    | Tiaan Kannemeyer            | Team Barloworld-Androni Giocattoli | s.t.     |
| 10   | Luis Felipe Laverde Jimenez | Formaggi Pinzolo Fiavé             | s.t.     |